# West Point (Kentucky)
West Point est un village du comté de Hardin (Kentucky), aux États-Unis, qui s'étend entre la limite du camp militaire de Fort Knox et la Dixie Highway. Elle occupe un ancien méandre de l’Ohio. Sa population était de 1100 habitants au recensement de 2000.
West Point fait partie de la banlieue d’Elizabethtown (Kentucky).

## Histoire
En 1789, un colon du nom de James Young, construisait sa cabane à cet endroit ; dès 1797, c'était un pavillon en brique, devenu l’auberge qui existe encore aujourd'hui. En 1803, Lewis et Clark traversèrent le pays, recrutant à West-Point un certain John Shields pour leur servir d'éclaireur. En 2004, West Point a célébré le bicentenaire de l’Expédition Lewis et Clark.
La position stratégique de ce village, à la confluence de l’Ohio et de Salt Rivers, a incité l'armée de l'Union à y construire un fort pendant la Guerre de Sécession, afin de couvrir leurs lignes de ravitaillement : ce Fort Duffield reste à ce jour la fortification la plus étendue et la mieux préservée de l’État. Toute l'année, Fort Duffield constitue une attraction touristique appréciée : récemment, la ville a fait réparer la chaussée qui y mène.
L'un des sites classés le plus récemment à West Point est l’Independent Colored School (1926), une école fondée par le philanthrope Julius Rosenwald pour éduquer les Afro-américains des zones rurales. West Point est le pays d'enfance de l'ex-Gouverneur de Louisiane James A. Noe, Sr., un magnat du pétrole et un gros propriétaire terrien.

## Géographie
West Point se trouve à la confluence de l’Ohio et de Salt River.
Selon le Bureau du recensement des États-Unis, la superficie de ce bourg est de 7 km2, entièrement terrestres.

## Culture populaire
West Point, tout comme la ville voisine de Muldraugh, apparait dans le jeu-vidéo Project Zomboid.

## Voir également
- L'école de West Point
- Bed and Breakfast
- Star Café

## Source
- (en) Cet article est partiellement ou en totalité issu de l’article de Wikipédia en anglais intitulé « West Point, Kentucky » (voir la liste des auteurs).